# University of Bedfordshire

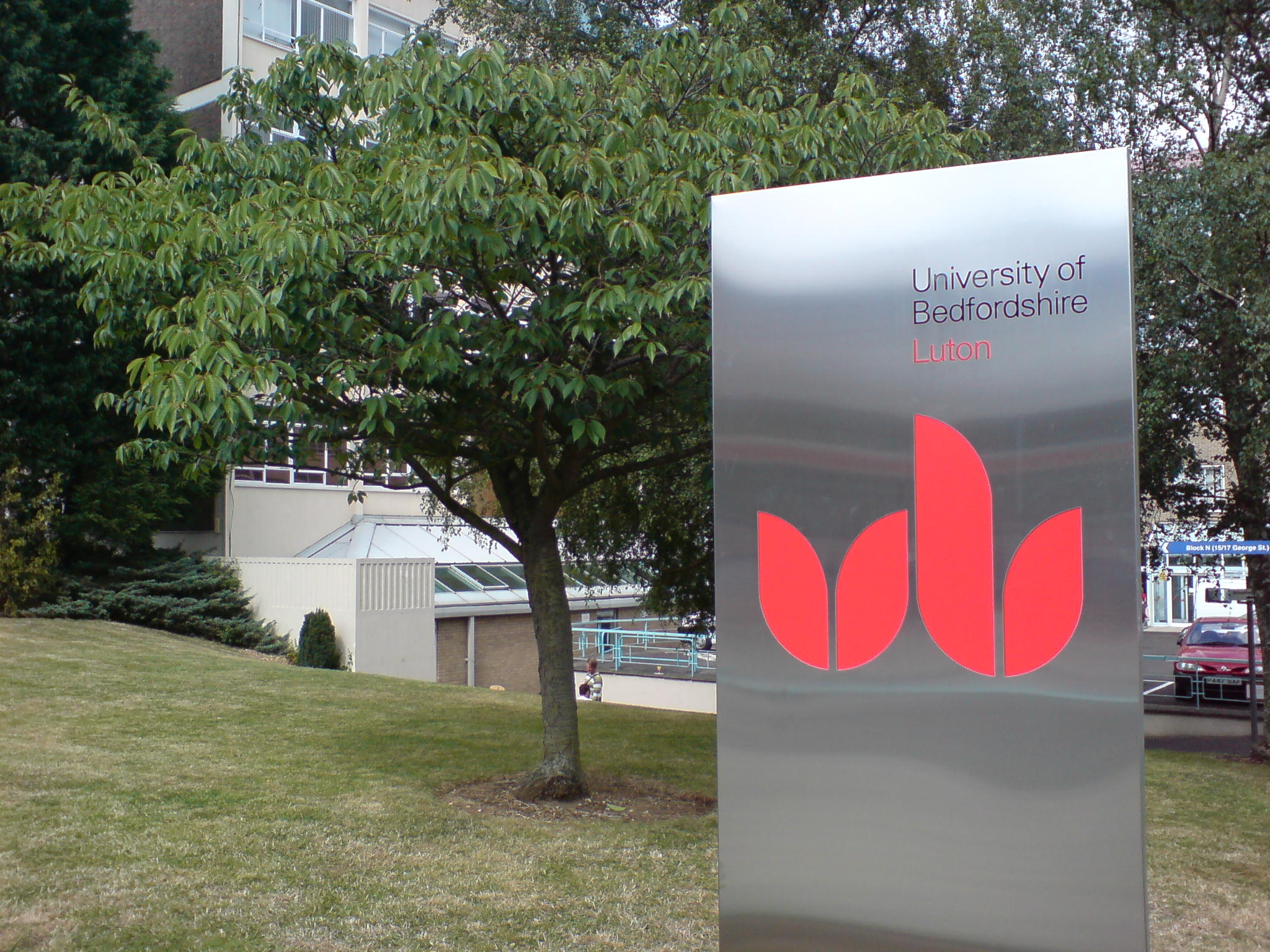
Logo der Universität

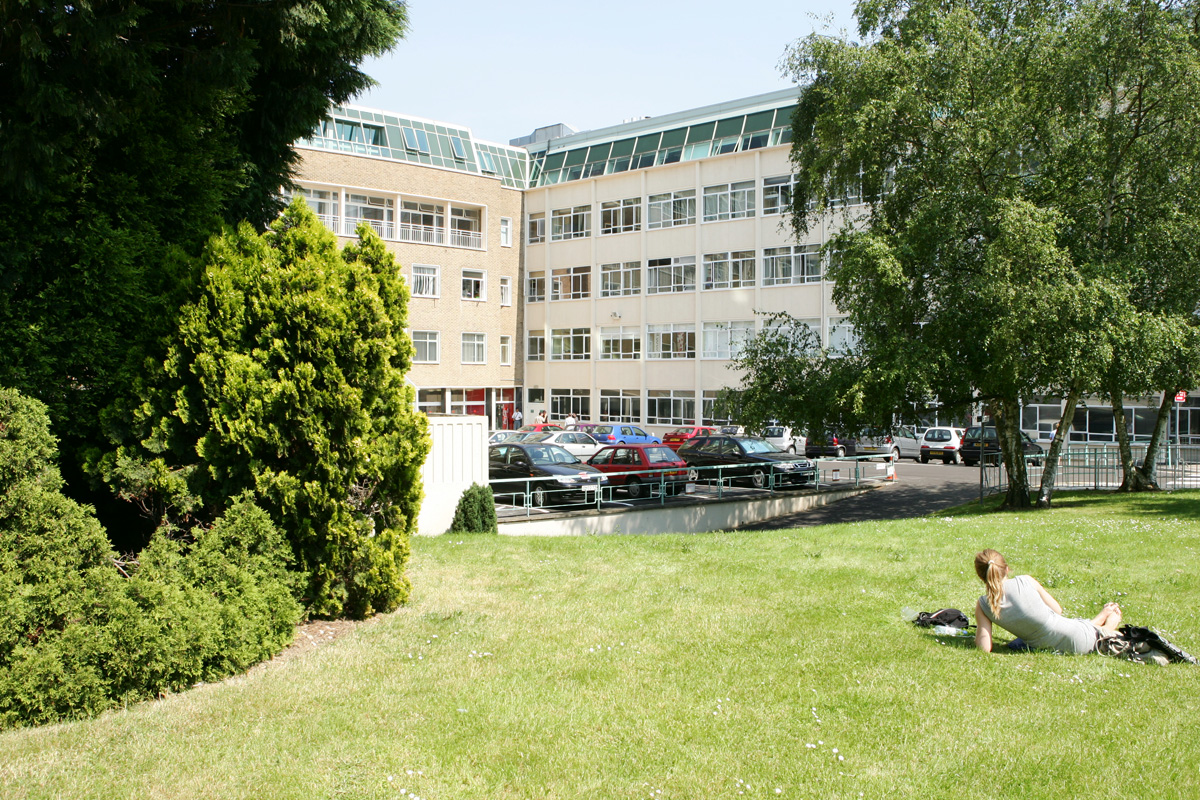
Universität Bedfordshire

Die University of Bedfordshire ist eine staatliche Universität in Bedfordshire und Buckinghamshire. Sie ist über fünf Standorte verteilt: drei in Bedfordshire, nämlich in Bedford, Luton und das Landhaus Putteridge Bury; zwei in Buckinghamshire, in Aylesbury und in Milton Keynes.
Es gibt vier Fakultäten:

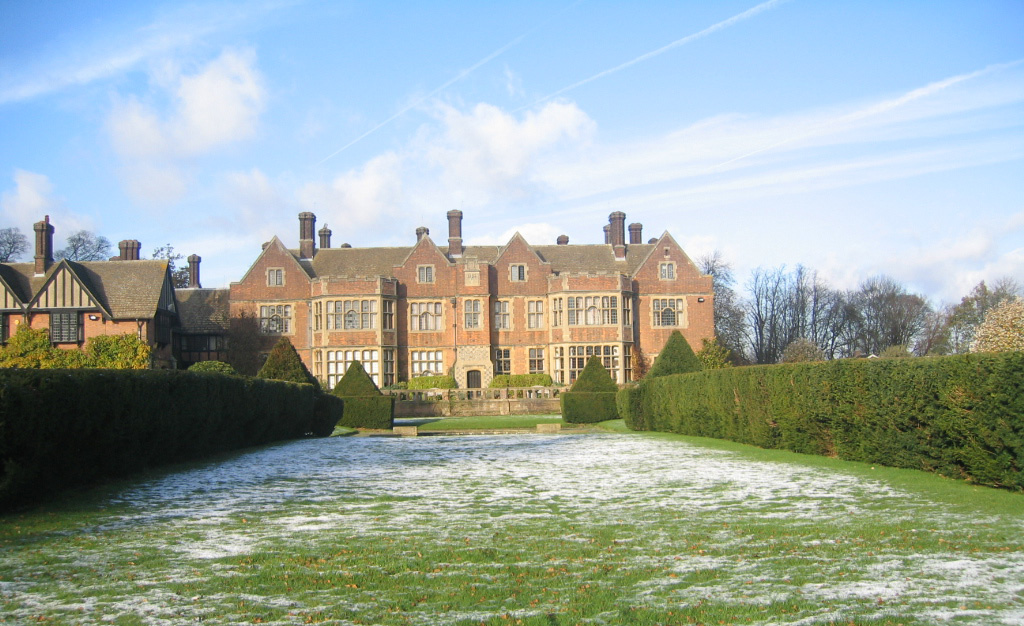
Im Landhaus Putteridge Bury war das Luton College of Higher Education untergebracht, das 1993 die Universität Luton wurde.

- die Wirtschaftshochschule (Business School)
- Künste, Technologien und Wissenschaft (Creative Arts, Technologies & Science)
- Pädagogik und Sport (Education & Sport) in Bedford
- Gesundheits- und Sozialwissenschaften (Health & Social Sciences)

Außerdem gehören mehrere Lernzentren zur Universität.

## Historisches
Der Campus in Bedford geht auf das 1882 gegründete Bedford Training College for Teachers zurück, der in Luton auf die 1908 gegründete Luton Modern School und das seit 1937 bestehende Luton Technical Institute. 1976 entstand das Luton College of Higher Education; daraus wurde 1992 die University of Luton. Der Name änderte sich nach einigen Erweiterungen im Jahr 2005 zu University of Bedfordshire.

## Zahlen zu den Studierenden
Von den 16.725 Studenten des Studienjahrens 2019/2020 waren 9.690 weiblich und 7.035 männlich. 11.115 Studierende kamen aus England, 20 aus Schottland, 30 aus Wales und 2.130 aus der EU. 13.155 strebten 2019/2020 ihren ersten Studienabschluss an, sie waren also undergraduates. 3.575 arbeiteten auf einen weiteren Abschluss hin, sie waren postgraduates.